# Acoloithus basalis
Acoloithus basalis är en fjärilsart som beskrevs av Edwards 1887. Acoloithus basalis ingår i släktet Acoloithus och familjen bastardsvärmare. Inga underarter finns listade i Catalogue of Life.